# Harald Sohlberg

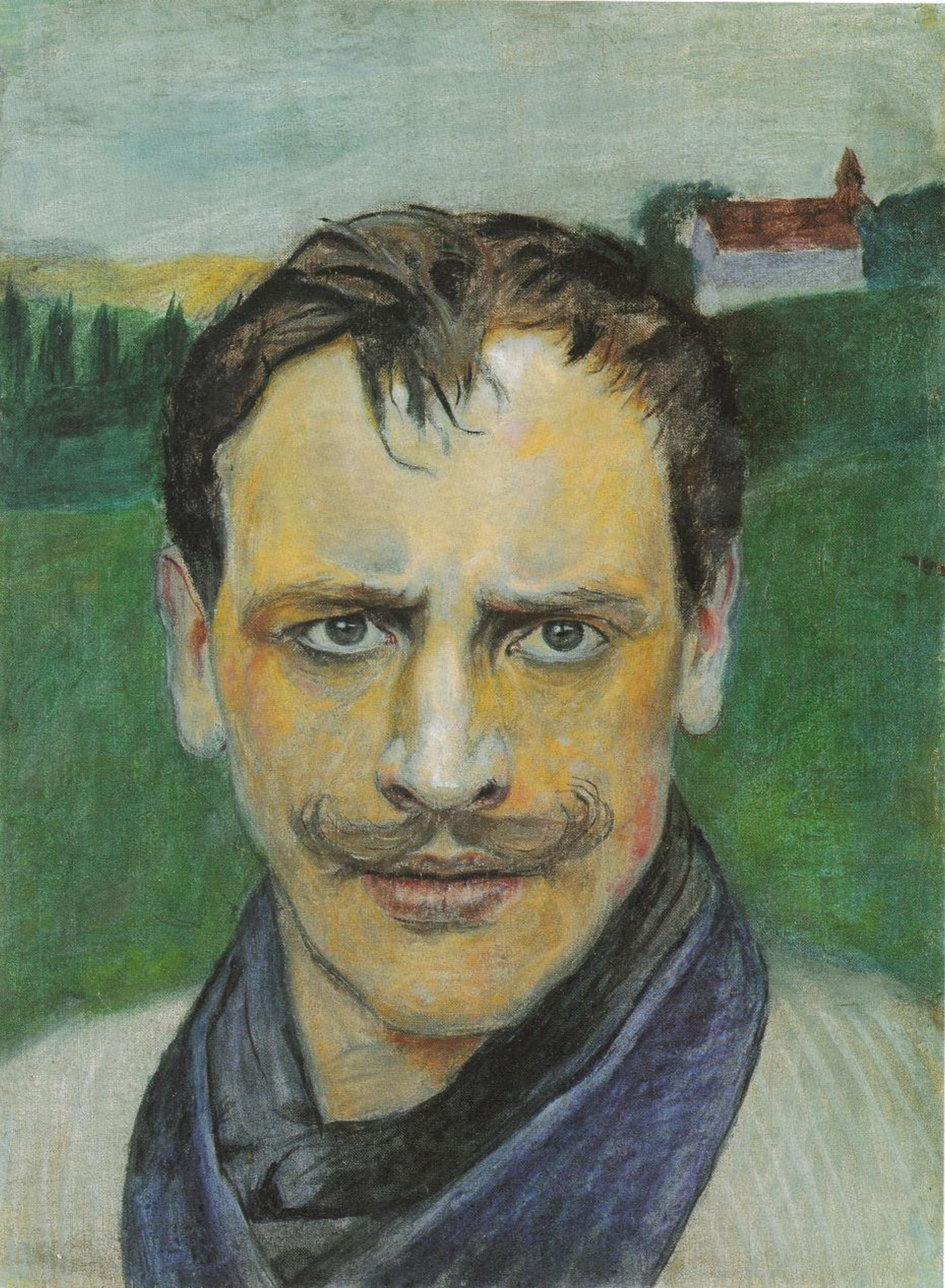
Självporträtt 1896

Harald Oskar Sohlberg, född 29 september 1869 i Kristiania, död 19 juni 1935, var en norsk nyromantisk bildkonstnär.
Harald Sohlberg utbildade sig till teater- och dekorationsmålare 1885-89 och vid Den kongelige tegneskole. Han var också under kortare perioder 1890-91 elev till Sven Jørgensen i Skagen, Eilif Peterssen samt Erik Werenskiold. Han var också 1891/92 elev på Kristian Zahrtmanns konstskola i Köpenhamn och därefter på Konstakademien i Weimar i Tyskland.
Harald Sohlbergs mest kända bild är Vinternatt i Rondane, som han utförde i flera varianter i olja och som färglitografi. Den första gjordes 1901, och den stora oljemålningen i Nasjonalgalleriet påbörjades 1911 och färdigställdes vintern 1913/14. Sohlberg finns representerad vid bland annat Nationalmuseum i Stockholm.

## Fotogalleri

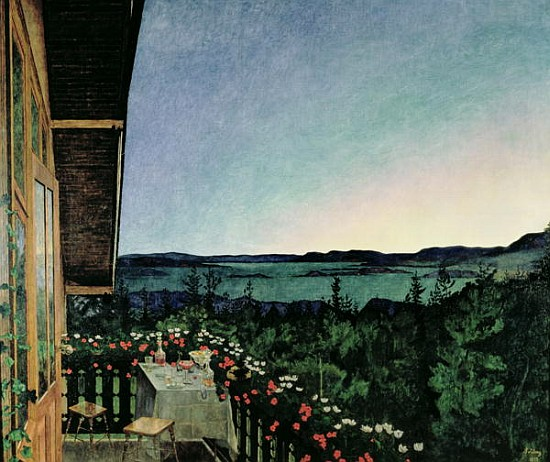
Sommernatt 1899
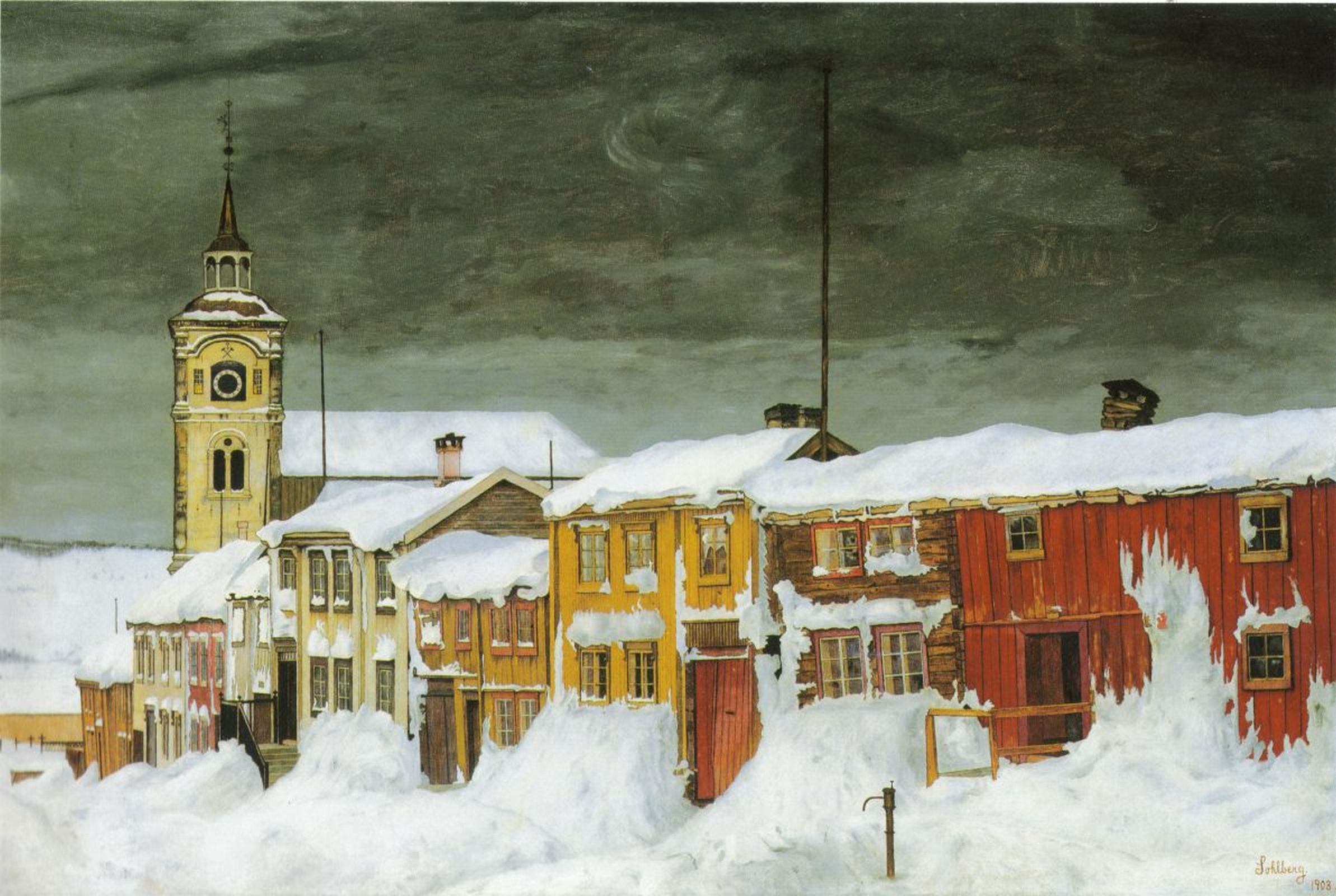
Efter snestorm, Lillegaten Røros 1903
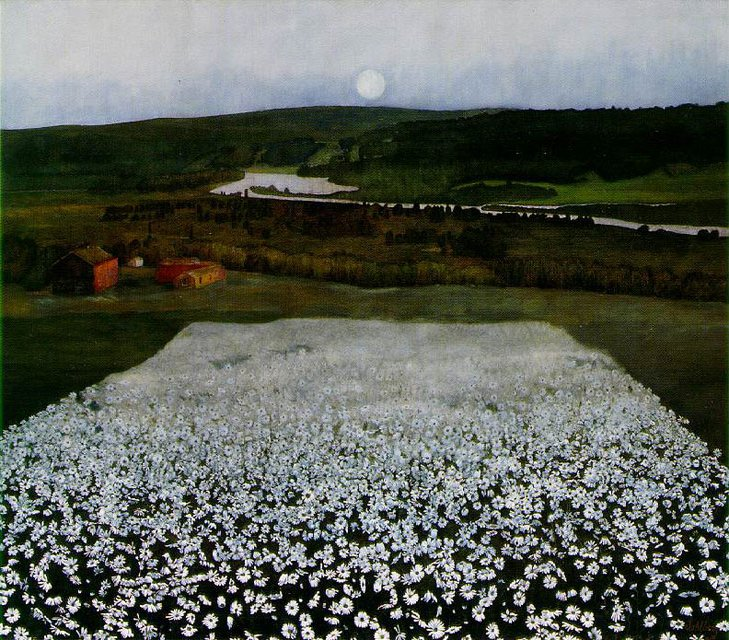
Blomstereng i nord 1905
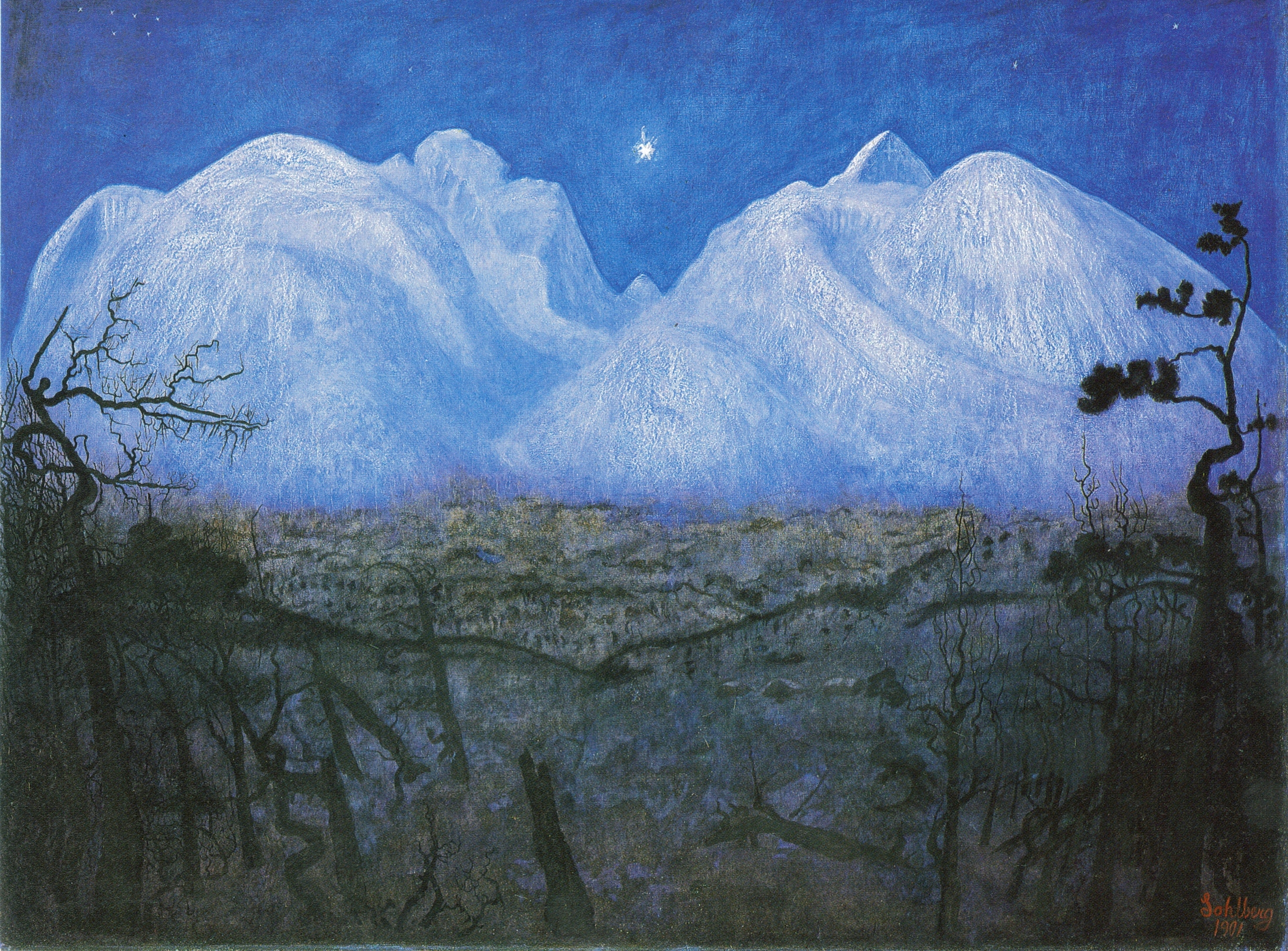
Vinternatt i Rondane 1901
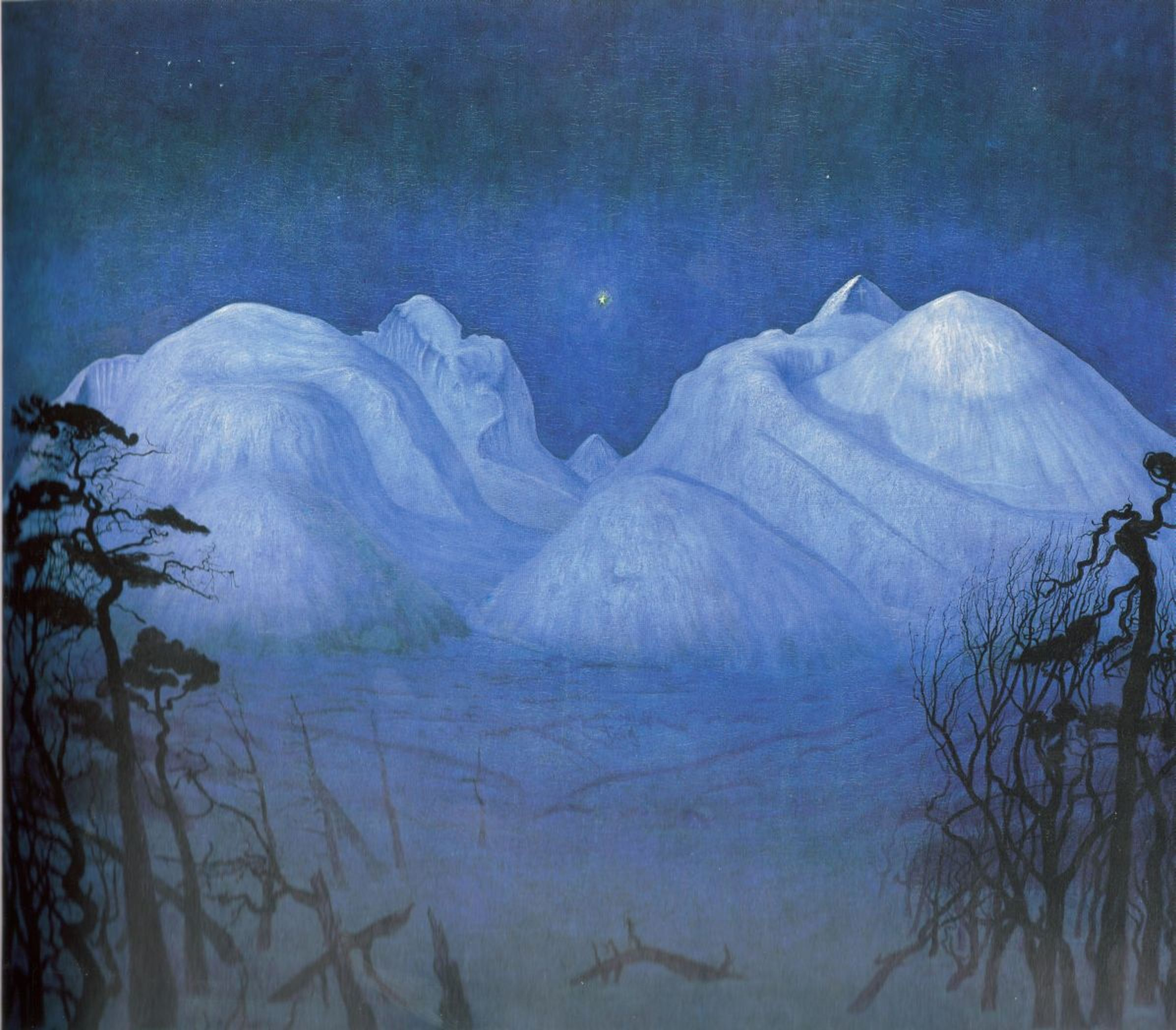
Vinternatt i Rondande 1911-14
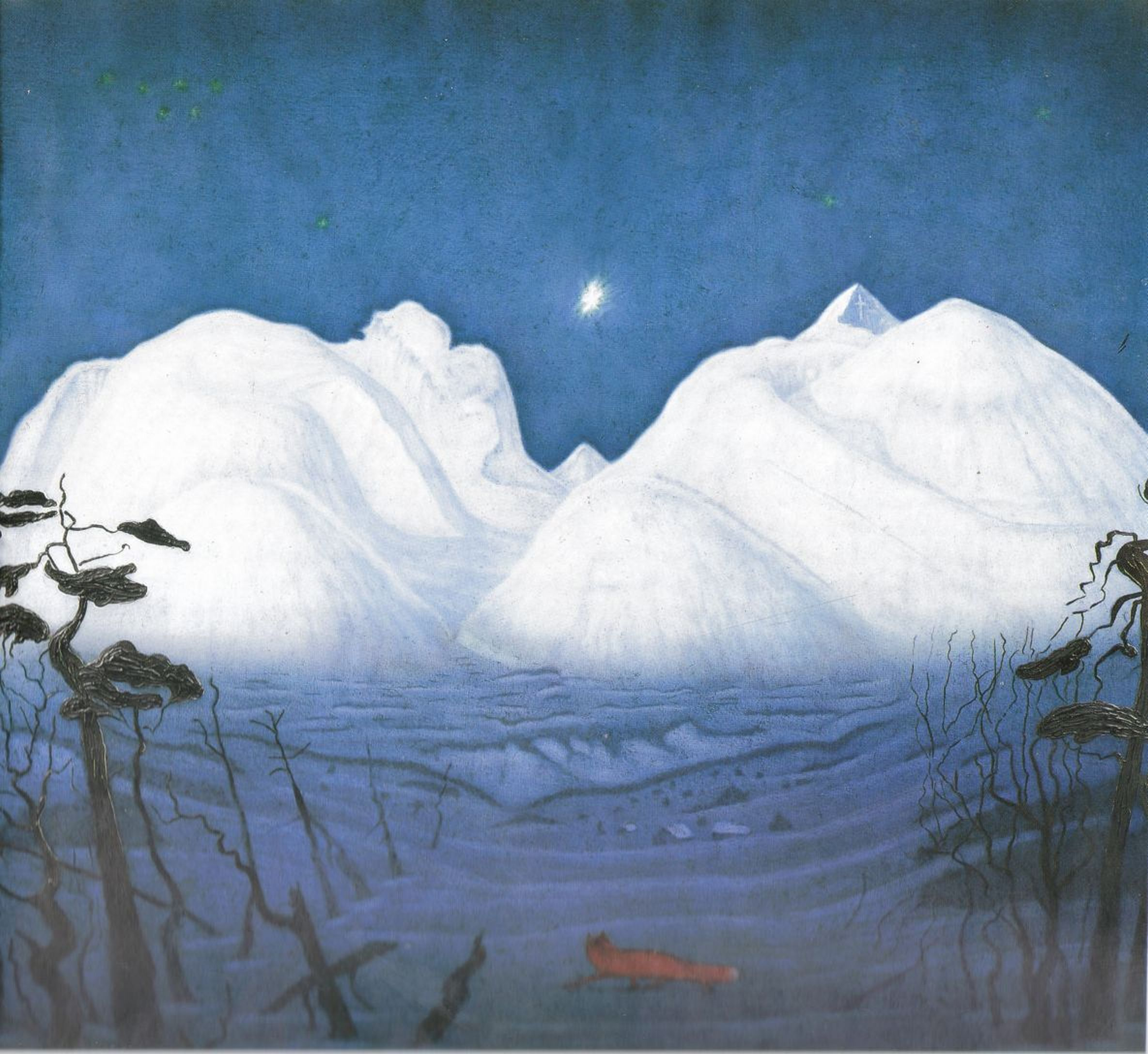
Vinternatt i Rondane, version III, 1918-24